# Авария Boeing 737 в Денпасаре
Авария Boeing 737 в Денпасаре — авиационная авария, произошедшая 13 апреля 2013 года при посадке самолёта Boeing 737-8GP авиакомпании Lion Air в индонезийском аэропорту Нгурах-Рай в Денпасаре. В аварии никто не погиб. Самолёт рейса 904 приводнился на мелководье и разломился на две части.

## Самолёт
Boeing 737-8GP с регистрационным номером PK-LKS (заводской — 38728, серийный — 4350) был выпущен в 2013 году и первый полёт совершил 5 февраля. Имел бортовой номер N5515B. 19 февраля в конфигурации Y189 самолёт поступил в компанию Malindo Air, перерегистрирован и получил номер 9M-LNB. С 20 марта начал эксплуатироваться авиакомпанией Lion Air, которая присвоила ему бортовой номер PK-LKS. На день аварии совершил 104 цикла «взлёт-посадка» и налетал 142 часа.

## Авария
Самолёт совершал рейс JT904 из Бандунга в Денпасар. В 12:48 по местному времени (5:48 UTC) Боинг вылетел из аэропорта им. Хусейна Састранегара. На борту находились 7 членов экипажа (48-летний командир Махлап Гозали (индон. Mahlup Gozali; гражданин Индонезии, налетал свыше 15 000 часов), 24-летний второй пилот Чираг Калра (англ. Chirag Kalra; гражданин Индии, налетал свыше 1200 часов) и 5 стюардесс) и 101 пассажир (95 взрослых, пять детей и один младенец).
Через 1 час с небольшим, в 15:10 (07:10 UTC) самолёт рухнул на мелководье в 1,1 км от торца ВПП аэропорта Нгурах-Рай. От удара об воду фюзеляж разломился на две части. Погода в Денпасаре в этот момент была следующей: ветер направления 150° варьируется между 110° и 270°, 6 узлов, неограниченная горизонтальная видимость, рассеянные кучево-дождевые облака с нижней границей 1700 футов (520 метров), +30 °С. По свидетельству очевидцев в это время шёл дождь.
В результате происшествия получили ранения 46 (по другим данным — 45) человек, однако никто не погиб.

## Расследование
Результаты расследования указали на ошибку пилотов.